# Corythucha padi
Corythucha padi är en insektsart som beskrevs av Drake 1917. Corythucha padi ingår i släktet Corythucha och familjen nätskinnbaggar. Inga underarter finns listade i Catalogue of Life.